# Rafael Poveda
Rafael María Poveda Mendoza (Bucaramanga, 3 de septiembre de 1958) es un periodista, productor, director y realizador de televisión colombiano. Es reconocido por ser el presentador del programa de periodismo de investigación Testigo Directo.

## Biografía
Nació el 3 de septiembre de 1958 en Bucaramanga pero fue registrado el 19 de septiembre. Estudió periodismo en la Fundación Universitaria Inpahu, en donde realizó su maestría de producción de televisión en el Montgomery College y se especializó en periodismo y televisión en American University en Estados Unidos. Se inició como reportero y editor de la cadena C-SPAN en 1987. En 1989 labora en Telemundo como reportero y director de noticias en Miami participó como corresponsal de Telemundo Noticias 51 y NBC cubriendo los eventos de las noticias latinoamericanas e información general.
En 1998 al 2002 laboró en Caracol Televisión donde fue presentador y editor de Noticias Caracol con María Lucía Fernández, Paula Jaramillo y María Cristina Uribe. Entre 2002 al 2005 laboró como presentador de Noticias RCN de RCN Televisión con Vicky Dávila, Jorge Alfredo Vargas y Adriana Vargas. 
En 2006 crea su productora de televisión llamada RPTV Televisión entre sus logros como productora de televisión independiente se creó un programa de investigación y reportajes llamado Testigo Directo en 2007. 
Entre 2010 al 2013 se desempeñó como director de la cadena de noticias por suscripción de Cable Noticias. En 2014 continuó con su trabajo como trabajador independiente de productor y director y lanzó RPTV Noticias y Impacto TDN caracterizando por enfocar las historias y reportajes en un periodismo imparcial y veraz en la televisión colombiana.